# Medaller dels Jocs Olímpics d'hivern de 1956
El medaller dels Jocs Olímpics d'Hivern de 1956 presenta totes les medalles lliurades als esportistes guanyadors de les proves disputades en aquest esdeveniment, realitzat entre els dies 26 de gener i 5 de febrer de 1956 a la ciutat de Cortina d'Ampezzo (Itàlia).
Les medalles apareixen agrupades pels Comitès Olímpics Nacionals participants i s'ordenen de forma decreixent contant les medalles d'or obtingudes; en cas d'haver empat, s'ordena d'igual forma contant les medalles de plata i, en cas de mantenir-se la igualtat, es conten les medalles de bronze. Si dos equips tenen la mateixa quantitat de medalles d'or, plata i bronze, es llisten en la mateixa posició i s'ordenen alfabèticament.
En aquests Jocs aconseguiren la seva primera medalla olímpica la Unió Soviètica (que paradoxalment finalitzà en el primer lloc de la taula), el Japó i Polònia.

## Medaller
| Jocs Olímpics d'hivern de 1956 | Jocs Olímpics d'hivern de 1956 | Jocs Olímpics d'hivern de 1956 | Jocs Olímpics d'hivern de 1956 | Jocs Olímpics d'hivern de 1956 | Anells Olímpics |
| Posició                        | CON                            | Or                             | Plata                          | Bronze                         | Total           |
| 1                              | Unió Soviètica                 | 7                              | 3                              | 6                              | 16              |
| 2                              | Àustria                        | 4                              | 3                              | 4                              | 11              |
| 3                              | Finlàndia                      | 3                              | 3                              | 1                              | 7               |
| 4                              | Suïssa                         | 3                              | 2                              | 1                              | 6               |
| 5                              | Suècia                         | 2                              | 4                              | 4                              | 10              |
| 6                              | Estats Units                   | 2                              | 3                              | 2                              | 7               |
| 7                              | Noruega                        | 2                              | 1                              | 1                              | 4               |
| 8                              | Itàlia                         | 1                              | 2                              | 0                              | 3               |
| 9                              | Alemanya                       | 1                              | 0                              | 1                              | 2               |
| 10                             | Canadà                         | 0                              | 1                              | 2                              | 3               |
| 11                             | Japó                           | 0                              | 1                              | 0                              | 1               |
| 12                             | Hongria                        | 0                              | 0                              | 1                              | 1               |
| 12                             | Polònia                        | 0                              | 0                              | 1                              | 1               |
| Total                          | Total                          | 25                             | 23                             | 24                             | 72              |